# Cyrus Kouandjio
Cyrus Berenice Kouandjio (Camerun, 21 luglio 1993) è un ex giocatore di football americano camerunese che gioca nel ruolo di offensive tackle per i Buffalo Bills della National Football League (NFL). Fu scelto nel corso del secondo giro (44º assoluto) del Draft NFL 2014. Al college ha giocato a football all'Università dell'Alabama.

## Carriera universitaria
Kouandjio giocò con gli Alabama Crimson Tide dal 2011 al 2013, vincendo due campionati NCAA consecutivi nel 2011 e 2012. Alla fine della stagione 2013 premiato unanimemente come All-American. A fine anno decise di saltare l'ultimo anno nel college football, rendendosi eleggibile per il Draft NFL.

## Carriera professionistica

### Draft NFL 2014
Kouandjio era considerato uno dei migliori offensive lineman selezionabili nel Draft 2014 e una scelta della seconda metà del primo giro. Fu invece scelto nel corso del secondo giro dai Buffalo Bills. Debuttò come professionista subentrando nella gara della settimana 10 contro i Kansas City Chiefs e quella fu la sua unica presenza nella sua stagione da rookie, venendogli sempre preferito l'altro rookie, scelto nel settimo giro, Seantrel Henderson.

## Statistiche
| Partite totali      | 9 |
| Partite da titolare | 1 |

Statistiche aggiornate alla settimana 14 della stagione 2015

## Vita privata
Cyrus è il fratello minore di Arie Kouandjio dei Washington Redskins con cui giocò al college ad Alabama.